# Krška vas (Brežice, Slovenija)
Krška vas je naselje u Općini Brežice u istočnoj Sloveniji. Krška vas se nalazi u pokrajini Dolenjskoj i statističkoj regiji Donjoposavskoj. 

## Stanovništvo
Prema popisu stanovništva iz 2002. godine Krška vas je imala 496 stanovnika.

### Etnički sastav
1991. godina:
- Slovenci: 490 (94,6%)
- Hrvati: 9 (1,7%)
- Jugoslaveni: 2
- Makedonci: 1
- Albanci: 1
- Crnogorci: 1
- Srbi: 1
- Nepoznato: 13 (2,5%)

## Vanjske poveznice
- Satelitska snimka naselja  Arhivirana inačica izvorne stranice od 29. srpnja 2017. (Wayback Machine)